# Cominsia gigantea
Cominsia gigantea là một loài thực vật có hoa trong họ Marantaceae. Loài này được (Scheff.) K.Schum. mô tả khoa học đầu tiên năm 1902.